# Набережная (Чувашия)
Набережная — бывшая деревня в Чебоксарском районе Чувашской АССР, вошедшая в состав города Чебоксары. Находилась на берегу реки Волга. После вхождения бывшая территория деревни существует как чебоксарская улица Волжская.

## История
Деревня была основана в XVI веке на землях ясачных чуваш:36, к 1625 году стала вотчиной чебоксарского Троицкого мужского монастыря.
По Переписной книге Чебоксарского уезда 1646 года в деревне числились: 

Деревня Набережная. Двор монастырский, в нем живет наемный человек г. Чебоксар Ф.С. Щепарев, у него 2 сына. Дворы крестьянские: 1) 1 (хозяин) + 2 сына; 2) 1 + 1 зять с 1 сыном; 3 ) 1 + 2 сына; 4) 1 + 5 сыновей; 5) 1 + 1 сын; 6) 1 + 2 сына + 1 внук; 7) 1 + 1 сын + 1 внук + 1 приемыш; 8) 1 + 5 сыновей; 9) 1 + 2 сына. Дворы бобыльские: 1 ) 1 + 3 сына; 2) 1 бездетен. — РГАДА, Ф. 1209
В 1764 году Екатерина II провела секуляризацию церковных земель и крестьяне Набережной были переведены из монастырских в разряд экономических (в «Ведомости о наместничестве Казанском» 1781—1782 гг. жители упоминаются как экономические).
После 1796 года деревня вошла в состав Чебоксарской волости Чебоксарского уезда.
В 1859 году жители Набережной числились казёнными крестьянами.
В 1939 году в соответствии с генеральным планом (разработан Горьковским крайпрогором) в городскую черту Чебоксар были включены земли 11 прилегающих деревень Чебоксарского района: Набережная, Якимово, Банново, Соляное, Кнутиха, Будайка, Усадки, Заводская, Рябиновка, Новоилларионово, Сосновка, дополнительно — Кошкино, Завражная:264.
26 июля 1940 года Указом Президиума Верховного Совета РСФСР 5 пригородных населённых пунктов: Геронтьевская Слобода, Кнутиха, Набережная, Усадки, Чапаево (бывш. Будайка) были включены в состав Чебоксар.

## Население
| Год     | 1625 | 1645/1646 | 1650/1651 | 1677/1678 | 1781/1782 | 1859 | 1897 | 1907 |
| ------- | ---- | --------- | --------- | --------- | --------- | ---- | ---- | ---- |
| Жителей |      |           |           |           | 68        | 78   | 98   | 109  |
| Мужчин  |      | 41        | 45        | 49        |           | 36   |      |      |
| Женщин  |      |           |           |           |           | 42   |      |      |
| Дворов  | 6    | 11        | 14        | 13        |           | 11   |      |      |

### Занятия жителей
Жители занимались рыболовством, земледелием (огородничеством), нанимались бурлаками (судорабочими) (после перевода в разряд экономических крестьян):66, 100—103.
Троицкому монастырю ещё в 1582 году Иван IV пожаловал ловли по Волге от острова Маслова до острова Казин. Монастырь, как владелец рыбной ловли (до 1764 года; после рыбные ловли отошли к государственной казне), рыболовством не промышлял, ловли отдавал в аренду крестьянским общинам. Рыболовство стало промыслом крестьян Набережной (как и крестьян деревни Преображенского монастыря — Голодяихи). Рыба из Чебоксар поставлялась в том числе и в Москву, на царский двор:47. К началу XX века рыбные запасы Волги сильно истощились и рыболовство стало побочным промыслом.
Крестьянин Набережной А. Щербаков в 1762 году, в челобитной о записи в посад указал, что имеет капитал свыше 300 рублей, владеет в городе двором, занимается хлебной торговлей (в посад принимали только тех, кто занимался торговлей или промыслами и обладал капиталом):98. Экономический крестьянин д. Набережная Щербаков Данила Андреевич (ок. 1733—1796), ставший после 1782 года купцом 3-й гильдии с капиталом 1010 руб. (1794), торговал хлебом и мелочным товаром. Крестьянин д. Набережная Щербаков Игнатий Степанович (ок. 1754 — неизв.), записавшийся после 1782 года в купечество Чебоксар, избирался выборным по отдаче рекрутов.
Отдельные предприимчивые крестьяне, владея капиталом, заводили суда на Волге, нанимали бурлаков и составляли конкуренцию с городским купечеством. Так, в 1800 году экономический крестьянин дер. Набережной Фомин нанял на работу 9 бурлаков:71.
С начала XIX века на весенний сезон Чебоксарская городская дума сдавала в аренду участок городской земли на берегу Волги рядом с д. Набережная для витья мочальных канатов. В 1826 году мещанин Е. О. Зайцев построил на этом участке канатную прядильню, действовавшую около 10 лет:114.

## Религия
По сведениям справочника Казанской епархии 1904 года жители Набережной были прихожанами  чебоксарской Христорождественской церкви (каменная, построена в 1708 году, однопрестольная, в честь Рождества Христова; церковь была закрыта в 1929 году, не сохранилась).